# Alfredo Bufano
Alfredo R. Bufano (21 de agosto de 1895 - San Rafael, Argentina, 31 de outubro de 1950) foi um poeta argentino.
Não se sabe, com certeza, em que lugar Alfredo Bufano nasceu. Há quem sustente que foi em um povoado da Itália . Outros defendem a cidade de Guaymallén, na Argentina .
De origem humilde, desempenhou muitos ofícios desde a tenra idade. Trabalhando como engraxate em Buenos Aires, conheceu José Ingenieros, escritor que influenciou sua obra. Dentre suas influências artísticas, destacam-se ainda: Arcipreste de Hita, Góngora, García Lorca, Dante Alighieri, Petrarca, Dario, Nervo, Lugões, Almafuerte, Banchs, Fernández Moreno, entre outros.
Em 1917 se casa com Ada Giusti e escreve seu primeiro livro, El viajero indeciso, dedicado a ela. Logo passou a escrever outros livros, sempre no âmbito da poesia.
Em 1926, instala-se em San Rafael para trabalhar como professor na Escola Normal de Maestros, permanecendo mais de vinte anos na mesma. Depois deste período, em 1947, viaja para Buenos Aires, onde se dedica em outra obra: Amigos del libro.
Alfredo Bufano viaja para organizar, na Espanha, a "Exposição do Livro Argentino". Nesta viagem, se inspirou para escrever Junto a las verdes rías y Marruecos. Esteve também, durante um tempo, na África.
Em outubro de 1950, viaja para San Rafael, onde falece de forma inesperada no dia 31. Seu corpo foi levado (respeitando a vontade do escritor) a Mendoza. Foi sepultado na vila 25 de Mayo, um povoado próximo da cidade de San Rafael.

## Prêmios
- 1919: Prêmio da Municipalidade de Buenos Aires, pelo livro Canciones de mi casa.
- 19??: Prêmio da província de Cuyo, pelo livro Valle de soledad.
- 1932: Prêmio Nacional, pelo livro Romancero.

## Obra
A obra de Alfredo Bufano está dividida em três fases:
1. De iniciação e busca, abrange desde o Viajero indeciso (1917) até El huerto de los Olivos (1923).
2. De maturidade, vai desde Poemas de Cuyo (1925), até Amigos del libro (1946).
3. Se inicia com sua viagem a Europa e África. Vai desde Junto a las verdes rías (1950) até Marruecos (1951, póstumo).

Seus livros são:
- El viajero indeciso (1917).
- Canciones de mi casa (1919).
- Misa de Requiem (1920).
- Antología (1921).
- Poemas de provincia (1922).
- El huerto de los olivos (1923).
- Poemas de Cuyo (1925).
- Tierras de Huarpes (1926).
- Poemas de la nieve (1928).
- El reino alucinante (1929).
- Valle de la soledad (?).
- Romancero (1932).
- Laúdes de Cristo Rey (1933).
- Los collados eternos (1934).
- Poemas de niños para las ciudades (1934).
- Poemas de las tierras puntanas (1936).
- Ditirambos y romances de Cuyo (1937).
- Presencia de Cuyo (1940).
- Tiempos de creer (1943).
- Mendoza, la de mi canto (1943).
- Colinas del alto viento (1943).
- Infancia bajo la luna (1945).
- Charango (1946).
- Amigos del libro (1947).
- Junto a las verdes rías (1950).
- Marruecos (1951, livro póstumo).